# Satanoperca jurupari
Satanoperca jurupari és una espècie de peix de la família dels cíclids i de l'ordre dels perciformes.

## Morfologia
Els mascles poden assolir els 18,5 cm de longitud total.

## Distribució geogràfica
Es troba a Sud-amèrica: conca del riu Amazones des del Perú, Equador i Colòmbia fins a la seua desembocadura al Brasil. També és present a l'est de la Guaiana Francesa i a l'Amazònia de Bolívia.